# Prades-le-Lez
Prades-le-Lez este o comună în departamentul Hérault din sudul Franței. În 2009 avea o populație de 4.529 de locuitori.

## Evoluția populației
| An        | 1975 | 1982  | 1990  | 1999  | 2006  | 2009  |
| --------- | ---- | ----- | ----- | ----- | ----- | ----- |
| Populație | 917  | 1.538 | 3.604 | 4.361 | 4.494 | 4.529 |